# Старе королівство (Румунія)

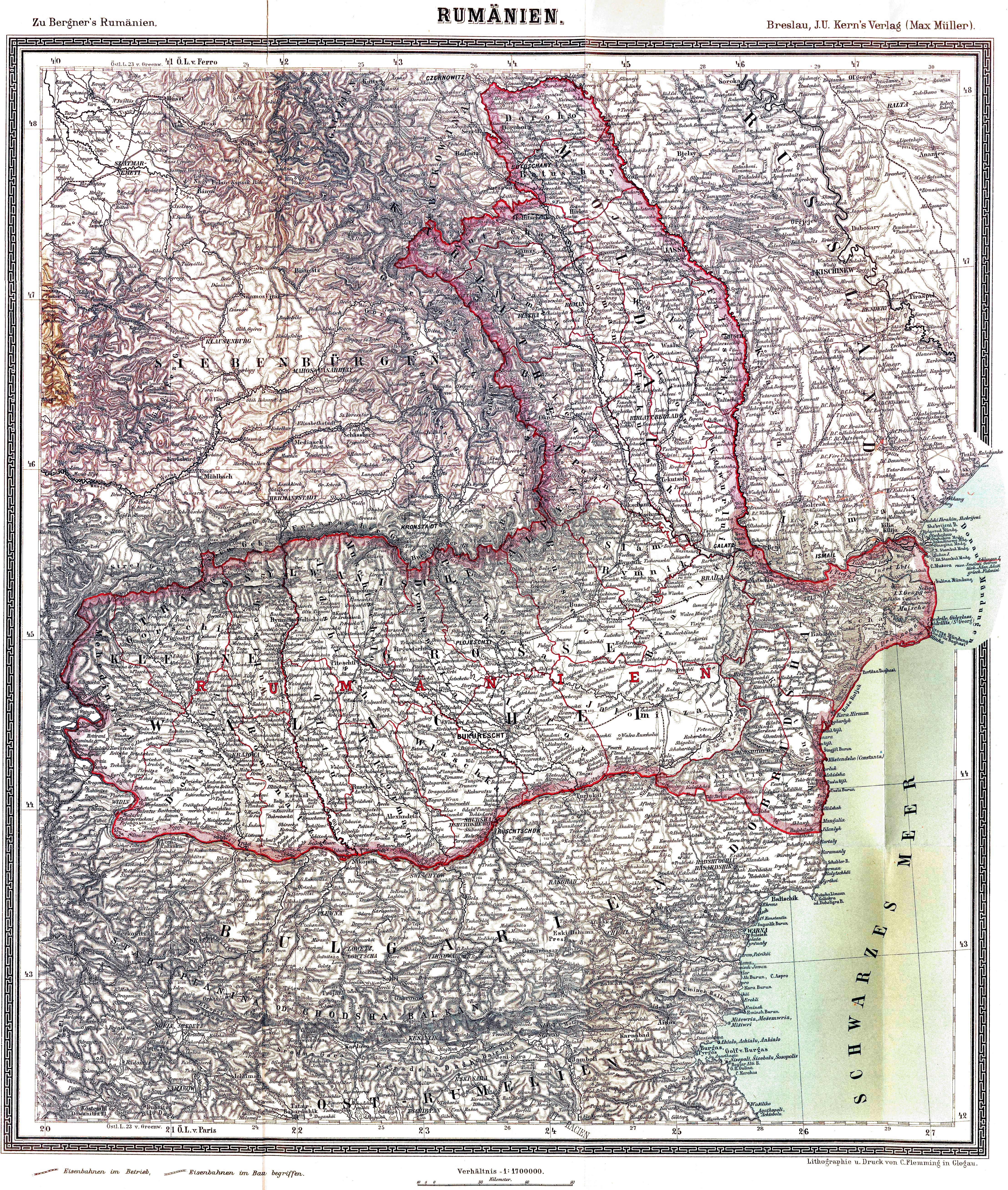
Румунське королівство з 1881 до 1918 року; так зване Старе королівство

Старе Королівство (рум. Vechiul Regat або просто Regat; нім. Regat або Altreich) — це термін, що стосується території, охоплюваної першою незалежною румунською державою, що складалася з румунських князівств — Валахії і Молдавії. Важливі події — Паризький мирний договір (1856), румунська війна за незалежність, включення Північної Добруджі до складу Румунії, передача Бессарабії Росії в 1878 році, проголошення Румунського королівства в 1881 році, приєднання Південної Добруджі в 1913 році.
Після Першої світової війни стало іменуватися Великою Румунією. Термін має історичне значення. Це поняття може використовуватися як загальний термін для всіх регіонів Румунії.